# Tsukuba
Tsukuba (en japonès: つくば市 Tsukuba-shi) és una ciutat de nova construcció situada a la prefectura d'Ibaraki, Japó. Es troba a uns 50 km al nord-est de Tòquio i a 30 de Narita. L'any 2003 la ciutat tenia una població de 195,686 habitants i una densitat de població de 688.87 persones per km². La seva àrea total és de 284.07 km². A vegades es considera Tsukuba com a integrant de l'Àrea del Gran Tòquio.
El Mont Tsukuba, conegut pel seu temple xintoista amb forma de gripau (bufonidae), està situat prop de la ciutat. També s'hi troba el Circuit de Tsukuba.

## Història
La ciutat va ser fundada el 30 de novembre de 1987 com la "ciutat de la ciència", a partir de la unificació d'Oho, Toyosato, Yatabe i Sakura. El 31 de gener de 1988 s'hi va afegir el poble de Tsukuba i l'1 de novembre de 2002 la ciutat de Kukizaki. A Tsukuba s'hi ubiquen més de 60 centres de recerca, incloent-hi la Universitat de Tsukuba, el centre de recerca en altes energies KEK i el centre de recerca principal de l'Agència Espacial Japonesa (JAXA).
La ciutat va organitzar l'Exposició Universal de 1985 (Expo '85).

## Transport
El 24 d'agost de l'any 2005 va inaugurar-se el Tsukuba Express (Metropolitan Intercity Railway Company) que connecta Tsukuba amb l'estació d'Akihabara a Tòquio. El tren triga 45 minuts entre l'estació de Tsukuba i Akihabara.
L'estació d'autobusos centralitza les línies que comuniquen la ciutat amb les poblacions veïnes (com ara Tsuchiura i Mito) i les més importants de la Regió de Kanto. A més a més disposa d'autobusos als aeroports de Narita i Haneda.
Tant l'estació del Tsukuba Express com l'estació d'autobusos es troben en el centre de la població (Tsukuba Center).
La ciutat es troba a l'autopista Joban entre Tòquio i Mito
Actualment s'està construint un nou aeroport a Omitama (Ibaraki), amb vols previstos a Sapporo (Hokkaido), Naha (Okinawa), Osaka i Fukuoka.

## Instituts de Recerca de Tsukuba
- Agència Espacial Japonesa
- KEK
- Institut d'Estudis Geogràfics del Japó
- Institut Nacional de Tecnologia i Ciència Industrial Avançada

## Museus a Tsukuba
- Science Museum of Map and Survey

## El nom en Kanji
Tsukuba és una de les poques ciutats japoneses que escriu el seu nom en hiragana en lloc de kanji (els caràcters que provenen del xinès). El nom del Mont Tsukuba, així com un districte que s'hi troba a la falda, s'escriuen amb kanji (筑波山). La Universitat de Tsukuba també escriu el nom en kanji (筑波大学).